# Liste der Untersuchungsausschüsse des Landtags Brandenburg
Im Folgenden werden sämtliche Untersuchungsausschüsse des Landtag Brandenburg aufgelistet. Dabei wird eine Unterteilung nach den einzelnen Legislaturperioden vorgenommen um eine gute Lesbarkeit zu gewährleisten. Weiter wird der Ausschuss namentlich benannt, sein Untersuchungsauftrag erwähnt und der Zeitraum in der seine Beratungen stattfanden aufgelistet. Im Landtag von Brandenburg werden die Untersuchungsausschüsse grundsätzlich in jeder Wahlperiode nummeriert, beispielsweise Untersuchungsausschuss 1/1, 1/2 etc. Dabei gibt die erste Zahl die Wahlperiode und die zweite Zahl die jeweilige Nummer des Untersuchungsausschusses in der Wahlperiode an.
Der Landtag hat das Recht und die Pflicht auf Antrag eines Fünftel seiner Mitglieder gemäß Artikel 72 Absatz 1 Satz 1 BbgVerf durch Beschluss einen Untersuchungsausschuss einzusetzen.
Einige Untersuchungsausschüsse mussten ihre Aufklärungsarbeit aufgrund des Endes der Wahlperiode (Diskontinuität) vorzeitig und ohne einen schriftlichen Abschlussbericht beenden. Das Ende der Wahlperiode kann durch Zeitablauf (in Bbg wird der Landtag derzeit für 5 Jahre gewählt) oder durch Auflösung des Landtags eintreten (vgl. Artikel 62 BbgVerf).

## 1. Wahlperiode (1990–1994)
- Untersuchungsausschuss 1/1 Immobilienskandal (1991–1992)
- Untersuchungsausschuss 1/2 Einflussnahme auf Gesetzgebung (1991–1993)
- Untersuchungsausschuss 1/3 Stolpe (=sog. Stolpe-Ausschuss) (1992–1994)
- Untersuchungsausschuss 1/4 Treuhand (1993–1994)
- Untersuchungsausschuss 1/5 Überprüfung öffentlich erhobener Vorwürfe der Unregelmäßigkeiten im Zusammenhang mit Grundstücks-angelegenheiten und der Vergabe von öffentlichen Aufträgen (1993–1994)

## 2. Wahlperiode (1994–1999)
- Untersuchungsausschuss 2/1 Aufklärung des Grunderwerbs in Berlin und Schönefeld durch die Berlin Brandenburg Flughafen Holding GmbH (BBF) und die Flughafen Berlin-Schönefeld GmbH (FBS) (1995–1997)
- Untersuchungsausschuss 2/2 Vorgängen um die Brandenburgische Landgesellschaft (BLG) (1996–1999)

## 3. Wahlperiode (1999–2004)
- Untersuchungsausschuss 3/1 Mitverantwortung der Gesellschafter der BBF am bisherigen Verlauf des Privatisierungsverfahrens und des Vergabeverfahrens zur privaten Errichtung des Großflughafens BBI (= sog. BBF-Ausschuss) (2000–2004)
- Untersuchungsausschuss 3/2 Verantwortung der Landesregierung und der Landesvertreter in den Gesellschafterversammlungen und Aufsichtsräten sowie der Geschäftsführer für den bisherigen Verlauf 1991 bis 2001 der Entwicklung a) der Landesentwicklungsgesellschaft für Städtebau, Wohnen und Verkehr des Landes Brandenburg (LEG) und b) der LEG-Gruppe, ihrer Töchter und Beteiligungen (=sog. LEG-Ausschuss) (2001–2004)
- Untersuchungsausschuss 3/3 Verantwortung der Landesregierung für die Vorbereitung und Realisierung des Investitionsvorhabens Chipfabrik in Frankfurt (Oder) (= Chipfabrik-Ausschuss) (2003–2004)

## 4. Wahlperiode (2004–2009)
- Untersuchungsausschuss 4/1 Aufklärung der Verfahrenspraxis in Umsetzung der Vorschriften zur Abwicklung der Bodenreform nach Artikel 233 des Einführungsgesetzes zum Bürgerlichen Gesetzbuch (EGBGB) und der Verantwortung der jeweiligen Brandenburger Landesregierung in diesem Prozess (= sog. Bodenreform-Ausschuss) (2008–2009)

## 5. Wahlperiode (2009–2014)
- Untersuchungsausschuss 5/1 Aufklärung von möglichen Versäumnissen und Fehlern bei Verkäufen landeseigener Grundstücke und Unternehmen unter Berücksichtigung der Vergabepraxis von Zuwendungen und Fördermitteln und der Verantwortung der jeweiligen Brandenburger Landesregierungen hierfür (2010–2014)

## 6. Wahlperiode (2014 bis 2019)
- Untersuchungsausschuss 6/1 zur Organisierten rechtsextremen Gewalt und Behördenhandeln, vor allem zum Komplex Nationalsozialistischer Untergrund (NSU) (= sog. NSU-Untersuchungsausschuss) (2016–2019)

## 7. Wahlperiode (ab 2019)
- Untersuchungsausschuss 7/1 zur „Untersuchung der Krisenpolitik der Landesregierung im Zusammenhang mit dem Coronavirus SARS-CoV-2 und der Erkrankung COVID-19“ (ab 2020)